# One Piece Film Red
One Piece Film Red este un film anime muzical fantastic de acțiune regizat de Gorō Taniguchi și produs de Toei Animation. Este al cincisprezecelea film din seria de filme a lui One Piece. A fost anunțat pentru prima oară pe 21 noiembrie 2021, în comemorarea lansării celui de al 1000-lea episod din One Piece, cu un trailer teaser și un poster. Premiera a avut loc în Nippon Budokan, Tokio pe 22 iulie 2022, de a douăzeci și cincea aniversare a manga-ului și a fost lansat în cinematografe pe 6 august 2022, în Japonia, iar pe 14 octombrie 2022 în România, distribuit de către Bad Unicorn.

## Rezumat
Uta, cea mai iubită cântăreață din lume, cunoscută și pentru faptul că are grijă să-și păstreze identitatea secretă pe scenă, are o voce pe care mulți o consideră angelică. Pentru prima dată, Uta urmează să dezvăluie cine este cu adevărat, în timpul unui concert live. Sala se umple de fani: pirați nerăbdători să o vadă, Marina cu ochii în patru și echipajul lui Luffy, care a venit să se bucure de spectacol. Cu toții o așteaptă cu sufletul la gură pe cea care a cucerit lumea cu vocea ei. Povestea începe cu un detaliu șocant pentru mulți: Uta este fiica lui Shanks!